# Pewnej nocy w Mongkoku
Pewnej nocy w Mongkoku (tytuł oryginalny 旺角黑夜, Wong gok hak yau) – hongkoński dramat filmowy z 2004 roku w reżyserii Dereka Yee.

## Fabuła
W ulicznych walkach gangów ginie syn przywódcy jednego z nich. Aby pomścić śmierć syna, ojciec wynajmuje zabójcę – Roya (Daniel Wu), młodego mężczyznę z biednej wioski. Roy chce znaleźć w Hongkongu swoją dziewczynę, która wyjechała z wioski do pracy i przestała się z nim kontaktować. Policja nie chce dopuścić do morderstwa szefa gangu, by nie spowodować wojny gangów i wpada na ślad Roya. Roy ratuje przypadkowo napotkaną prostytutkę z niebezpieczeństwa, przez co naraża się na zemstę gangu.

## Obsada
Źródło: Filmweb

- Lam Suet – Liu
- Cecilia Cheung – Dan
- Daniel Wu – Roy
- Alex Fong – Miao
- Anson Leung – Ben
- Chin Kar-lok – Brandon
- Chuen-Yee Cha
- Monica Chan – żona Milo
- Henry Fong – Carl
- Elena Kong – kobieta w nocnym klubie
- Sam Lee – Franky
- Paw Hee-ching – wolontariuszka w domu Sue
- Austin Wai – przełożony Milo
- Ken Wong – Wilson

## Odbiór

### Dochód
Film zarobił 7 656 250 dolarów hongkońskich w Hongkongu.

### Nagrody i nominacje
Źródło: Internet Movie Database.
| Rok  | Nagroda                              | Kategoria                | Nominacja      | Wynik     |
| ---- | ------------------------------------ | ------------------------ | -------------- | --------- |
| 2004 | Golden Horse Film Festival           | Best Feature Film        | Film           | Nominacja |
| 2004 | Golden Horse Film Festival           | Best Director            | Derek Yee      | Nominacja |
| 2004 | Golden Horse Film Festival           | Best Cinematography      | Kwok-Man Keung | Nominacja |
| 2004 | Golden Horse Film Festival           | Best Action Choreography | Chin Ka-lok    | Nominacja |
| 2005 | Chinese Film Media Award             | Best Actor               | Alex Fong      | Wygrana   |
| 2005 | Hong Kong Film Critics Society Award | Film of Merit            | Film           | Wygrana   |
| 2005 | Hong Kong Film Critics Society Award | Best Director            | Derek Yee      | Wygrana   |
| 2005 | Hong Kong Film Critics Society Award | Best Film                | Film           | Nominacja |
| 2005 | Hong Kong Film Critics Society Award | Best Screenplay          | Derek Yee      | Nominacja |
| 2005 | Hong Kong Film Award                 | Best Director            | Derek Yee      | Wygrana   |
| 2005 | Hong Kong Film Award                 | Best Screenplay          | Derek Yee      | Wygrana   |